# Harald (rey godo)

Zonas donde podría ubicarse Reidgotaland, en un mapa de la primera mitad del siglo : el área en rojo comprende la cultura de Wielbark, el territorio de Gotlandia está identificado en rosa y la extensión tradicional de Gotia, en verde.

Harald fue un legendario rey (nórdico antiguo konungr) de los godos en el siglo I que se menciona en la saga Hervarar. Era rey de Reidgotaland. Fue traicionado por Heidrek, su lugarteniente que consiguió apoderarse de la mitad del ejército godo y pudo conseguir la mano de la hija del rey, Helga, con quien tuvieron un hijo Angantyr. En el mismo periodo, el rey Harald tuvo un hijo llamado Halfdan.
Reidgotaland pasaba por un periodo de hambruna. El goði determinó que se debía sacrificar al noble más joven del reino para satisfacer a Odín y recuperar las buenas cosechas. El pueblo empezó a cuestionarse quien de los jóvenes príncipes era el más noble y decidieron preguntar al rey Höfund de Glæsisvellir. Höfund decidió que era Angantyr (su propio nieto) y le dijo a su hijo Heidrek que para compensar la pérdida, pidiera al rey Harald una satisfacción por el sacrificio, esto era la mitad del ejército godo. El rey Harald se vio forzado a aceptar. 
Pero cuando Höfund convocó al Thing para sacrificar a Angantyr, Heidrek objetó y dijo que Odín estaría más complacido si recibiese al rey Harald y su hijo Halfdan. Heidrek por lo tanto encabezó un golpe de Estado con la mitad del ejército godo, y usó la espada Tyrfing para matar al rey Harald y a su hijo. Cuando Helga supo de la muerte de sus parientes, se suicidó ahorcándose.